# H2N2
H2N2 – podtyp wirusa grypy typu A. Do jego odmian zalicza się m.in. grypę azjatycką.
H2N2 występuje często u ptaków, ale nie jest tym samym, co ptasia grypa. H2N2 wywołał falę epidemii pod koniec lat 50. XX wieku (grypa azjatycka), a pod koniec lat 60. wyewoluował w H3N2 (grypa hongkońska).